# ماکومازه
ماکومازه (به لاتین: Makomazy) یک روستا در لهستان است که در گمینا زاویز واقع شده‌است.